# 銚子電氣鐵道

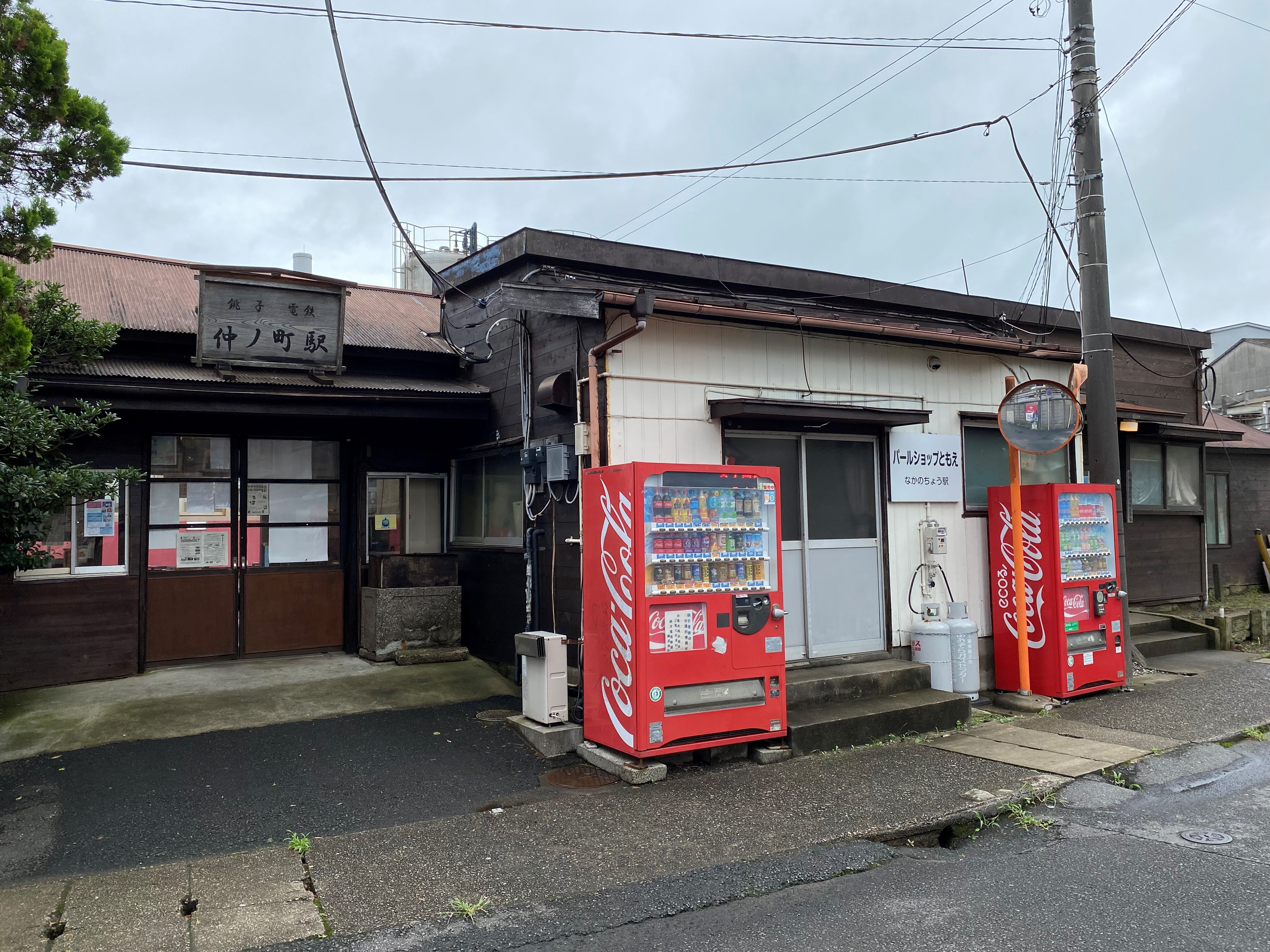
銚子電鐵總部（仲之町站）

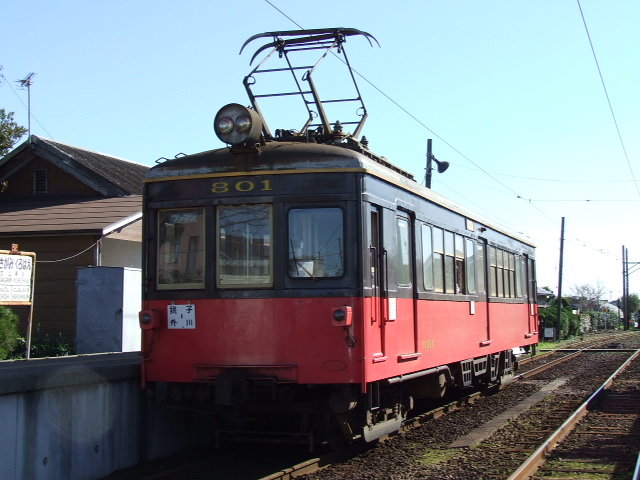
銚子電鐵800型電車，使用銚子電鐵標準的黑紅雙色塗裝

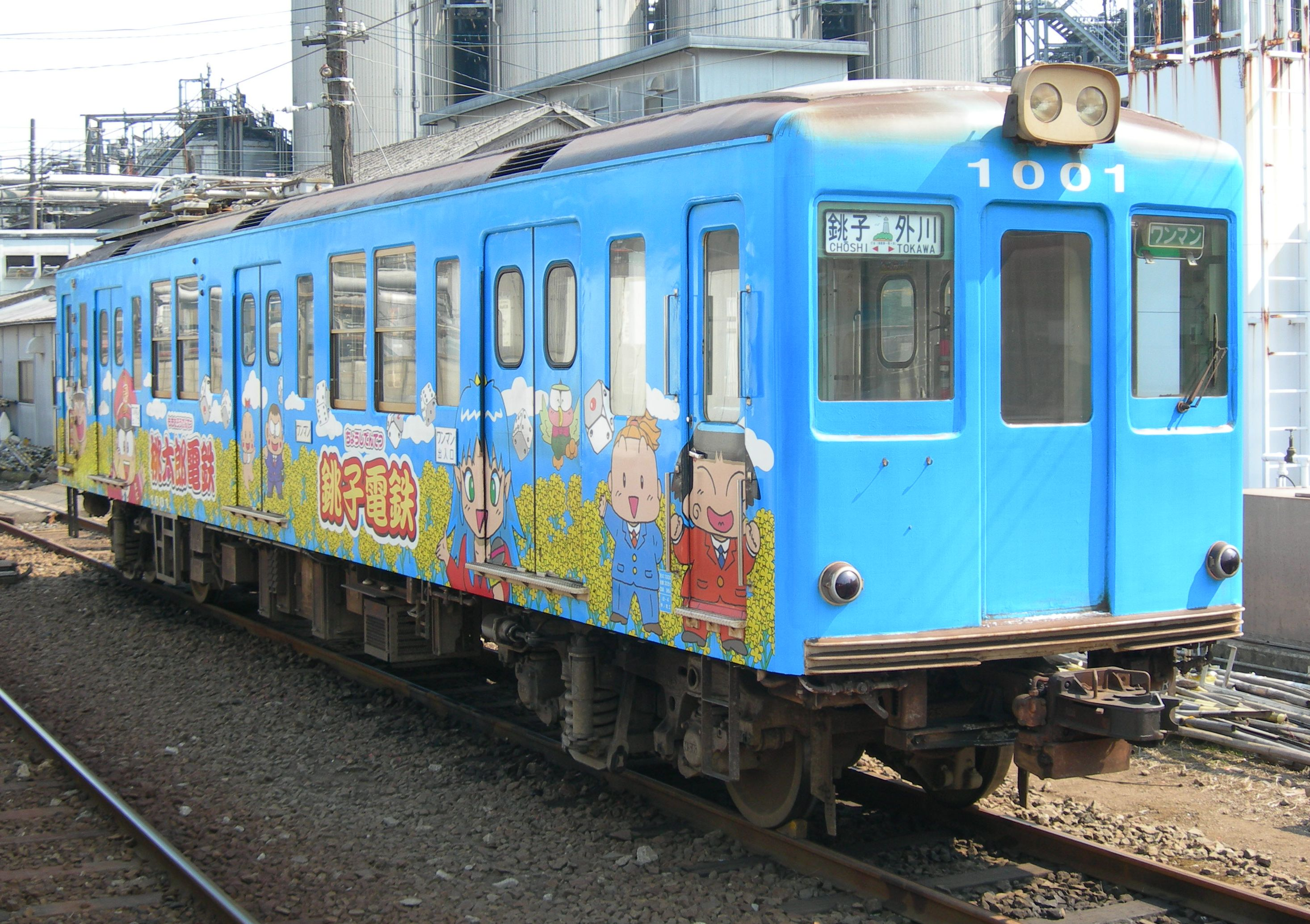
銚子電鐵Deha1000型（デハ1000形）電力客車，在拍照的2008年當時，車身上使用的是遊戲軟體《桃太郎電鐵》發售20週年紀念的車身廣告彩繪。

銚子電氣鐵道株式會社（日语：／ Chōshi Denki Tetsudō Kabushiki Gaisha */?），簡稱銚子電氣鐵道、銚子電鐵或銚鐵，是一家位於日本千葉縣銚子市的地方私人鐵路公司，總公司設於銚子市新生町2丁目297番地仲之町車站（仲ノ町駅）內，是在1922年為了繼承因使用率過低而在1917年解散的銚子遊覽鐵道所留下之鐵路線而創立。
銚子電鐵自創業以來長期處於赤字經營狀態，雖然從1960年代起靠政府的補助金一直勉强繼續運營，但仍然多次陷入破產邊緣。爲了改善財源，公司利用銚鐵的品牌開發了一連串附屬事業，如食品事業和紀念品事業等，這些事業甚至比本業的鐵道收入更高，占了總收入的80%以上。銚子電鐵的主要產品有「濡煎餅 」、「難吃棒」和「線路石」等。

## 簡介
銚子電鐵所經營的銚子電氣鐵道線連結銚子市市中心與該市最東端、也是關東平原最東端點的犬吠埼地區。由於地處路線末端通勤利用率偏低，為了改善經營赤字該公司除了鐵路運輸的本業外，也積極經營像是食品或紀念品銷售之類的副業，例如觀音車站的鯛魚燒，或是銚子當地的名產「濡煎餅」。另外因為沿線的銚子與本銚子等車站名稱中之「銚子」在日文中與「調子」（意指身體或心理的狀況）發音相同，因此其帶有「狀況變好」意味的車票也變成近年來各方遊客、尤其是應考考生非常歡迎與熱衷收藏的幸運符。
縱使銚子電鐵於2013年2月發表了「自主再建」宣言，通過一系列的架構重組、削減人手等方法去改善經營環境，但仍未有太大的改善。不過，由於其不屈不撓的經歷被不少傳媒的報導後，令日本國內、外不少人都認識這公司，因此，也吸引了一些以應援的方式來支持，其中包括有採用太陽能發電的新電力公司Looop在銚子市成立電力販賣公司「銚子電力」，以收入的百分之一作為銚子電鐵的支援計劃，而日本電信電話（NTT）旗下的TelWel 東日本也於2021年4月起為千葉縣內各市村町推出以月費形式，安裝印有銚子電鐵漫畫及標示所在地丁目的應援電柱廣告計劃，稱為「銚電柱」。2022年1月，銚子鐵道與春秋航空日本合作，在指定往成田機場的登機證上，同時印上銚子電鐵的兩日任乘車票。
除此以外，銚子電鐵亦懂得利用不同的方式去增加收入，例如與其他鐵路公司共同發行特別車票套裝；2015年12月，宣佈把所有車站的副站名「暱稱」權拍賣，最終於兩個月後宣佈全部車站的暱稱命名權均已選定；2020年，利用眾籌得來的500萬日圓，把作家寺井廣樹於2019年寫成、以銚子電鐵為藍本的小說「不要讓電車停駛!」拍成電影，並在各日本戲院上演；2022年2月更與訂閱人數最多的日本鐵路迷Youtuber「Suit君」（藤田裕人）合作，推出限量車票等等。

## 經營路線
| 路線編號 | 線名           | 起點         | 終點         | 距離（公里） |
| -------- | -------------- | ------------ | ------------ | ------------ |
|          | 銚子電氣鐵道線 | 銚子（CD01） | 外川（CD10） | 6.4          |

## 外部連結
- 銚子電鐵官方網站 （页面存档备份，存于）（日語）
- 銚電倶楽部 （页面存档备份，存于）（日語）
- 銚子電氣鐵道的X（前Twitter）（日語）
- 銚子電氣鐵道的Facebook專頁（日語）
- 銚子電氣鐵道的Instagram帳戶（日語）
- YouTube上的【銚子電鉄】激つらチャンネル頻道（日語）